# Wendy Den Haeze
Wendy Den Haeze (12 februari 1985) is een voormalige atlete uit België. Zij was gespecialiseerd in de sprint. Zij nam eenmaal deel aan de Europese kampioenschappen en veroverde drie Belgische titels. 

## Biografie
Den Haeze legde zich in het begin van haar carrière vooral toe op de 200 m, maar werd op die afstand nooit Belgisch kampioene. Nadien schakelde ze over naar de 400 m. In 2008 en 2009 veroverde ze de Belgische indoortitel.
Tijdens de Nacht van de Atletiek kon Den Haeze zich op de 4 x 400 m plaatsen voor de Europese kampioenschappen in Barcelona. Daar werd de Belgische ploeg in de series kansloos uitgeschakeld. In 2011 werd ze nog Belgisch kampioene op de 400 m.
Begin 2013 nam ze afscheid van de topsport.

### Clubs
Den Haeze was aangesloten bij AC Meetjesland.

## Belgische kampioenschappen
Outdoor
| Onderdeel | Jaar |
| --------- | ---- |
| 400 m     | 2011 |

Indoor
| Onderdeel | Jaar       |
| --------- | ---------- |
| 400 m     | 2008, 2010 |

## Persoonlijke records
Outdoor
| Onderdeel    | Prestatie | Datum        | Plaats   |
| ------------ | --------- | ------------ | -------- |
| 200 m        | 23,90 s   | 7 juli 2007  | Oordegem |
| 400 m        | 53,22 s   | 4 juni 2011  | Oordegem |
| 400 m horden | 57,22 s   | 19 juli 1998 | Brussel  |

Indoor
| Onderdeel | Prestatie | Datum           | Plaats |
| --------- | --------- | --------------- | ------ |
| 200 m     | 24,19 s   | 28 januari 2007 | Gent   |
| 400 m     | 54,81 s   | 25 januari 2011 | Gent   |

## Palmares

### 200 m
- 2002:  BK indoor AC - 24,94 s
- 2003:  BK indoor AC - 24,95 s
- 2005:  BK indoor AC - 24,87 s
- 2005:  BK AC - 24,01 s
- 2007:  BK indoor AC - 24,31 s

### 400 m
- 2008:  BK indoor AC - 55,79 s
- 2008:  BK AC - 54,10 s
- 2009:  BK AC - 55,19 s
- 2010:  BK indoor AC - 55,51 s
- 2010:  BK AC - 54,87 s
- 2011:  BK AC - 53,72 s

### 4 x 100 m
- 2007: 5e series EK U23 in Debrecen - 44,99 s

### 4 x 400 m
- 2010: 7e reeks EK in Barcelona – 3.37,56